# 이경수 (1979년)
이경수(李慶洙, 1979년 6월 23일 ~ )은 전 KBO 리그의 야구 선수인 투수이다.
== 출신고등학교
인천중학교